# Dodge D Series

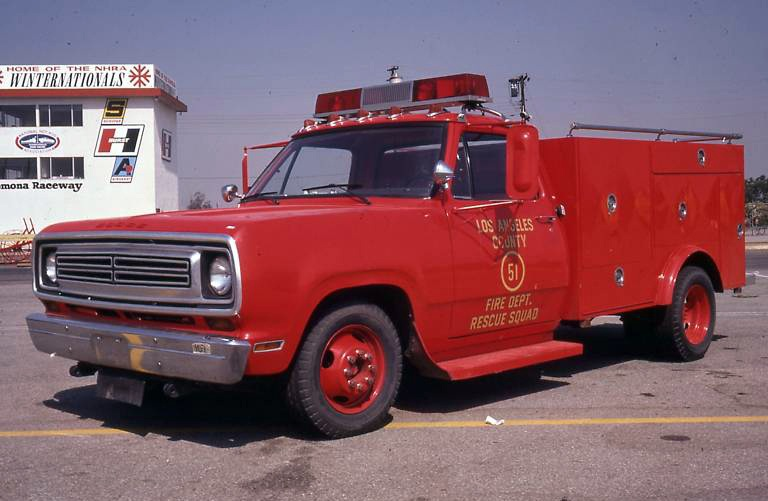
Dodge D300 с двускатными колёсами

Dodge D Series — серия полноразмерных пикапов, выпускаемых компанией Dodge с октября 1960 по 30 сентября 1993 года. Заднеприводные модели получили индекс D, полноприводные — W. 

## Первое поколение (1961—1965)
Базовые модели Dodge D Series оснащались двигателями внутреннего сгорания Chrysler. В 1963 году был налажен выпуск модификации с двойной кабиной.
С 1964 по 1966 год производился также спортивный автомобиль Sports Special.

### Галерея

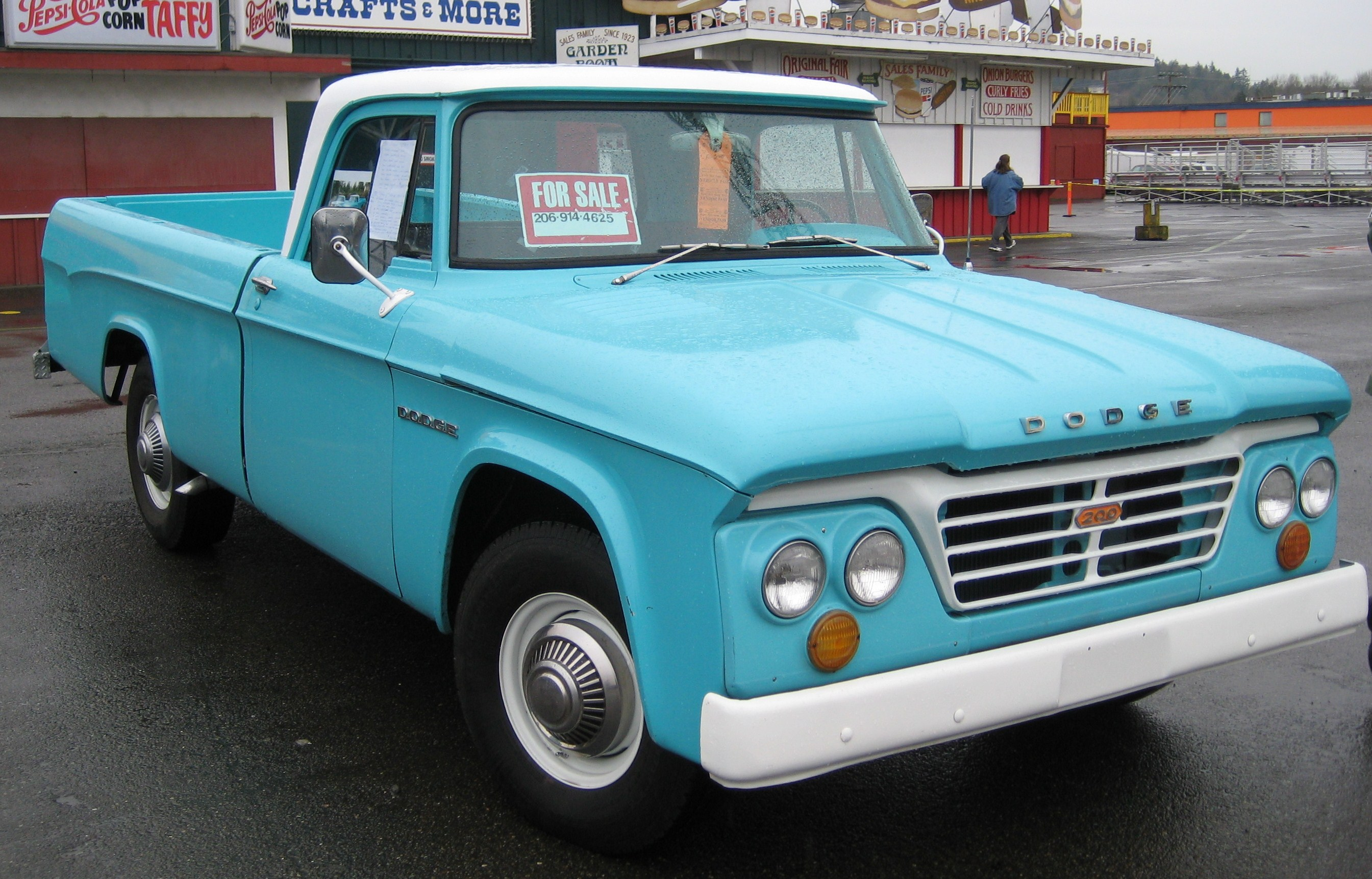
Dodge D100
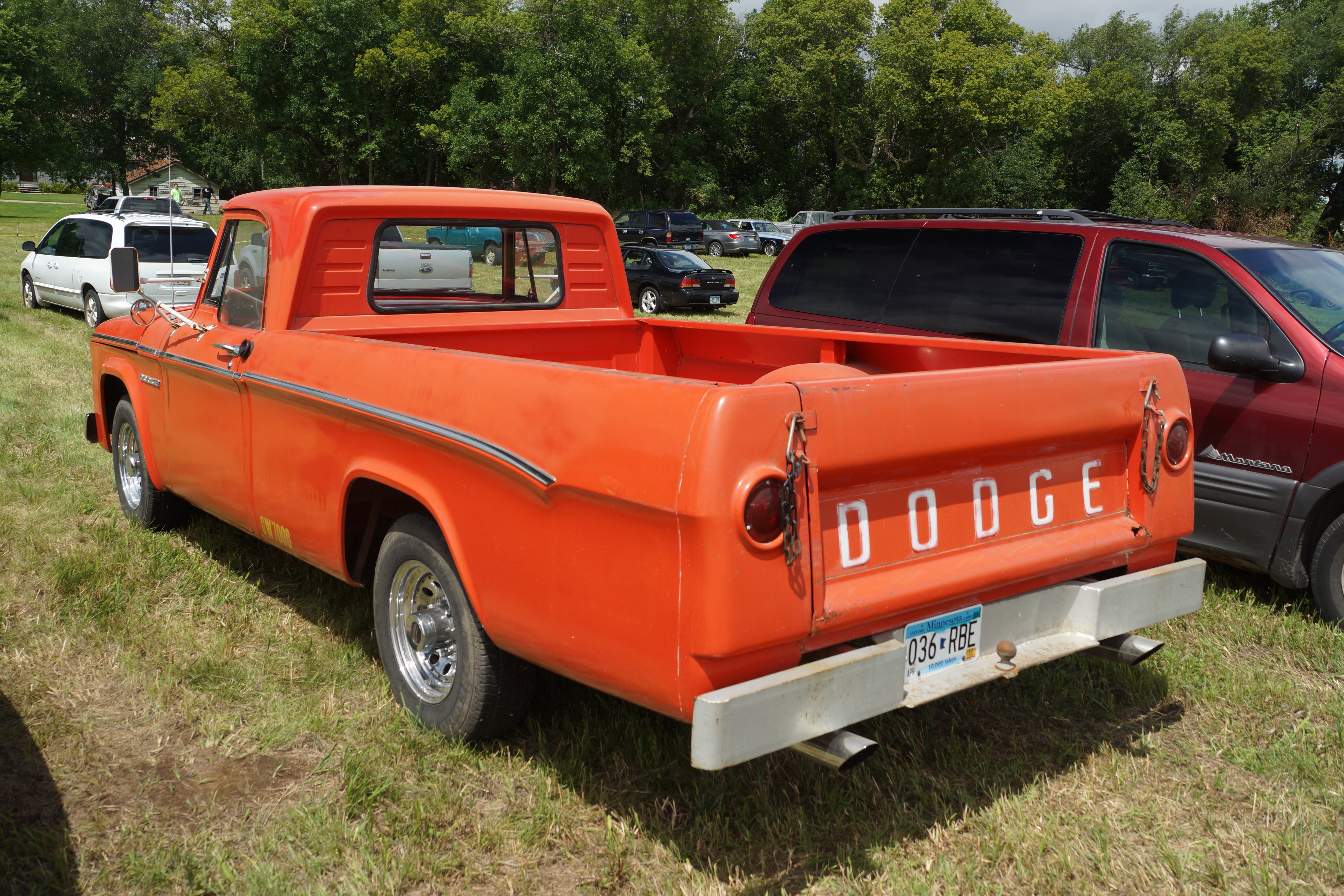
Dodge D200

## Второе поколение (1965—1971)
Весной 1965 года дизайн автомобиля Dodge D был обновлён: изменена ширина задней двери, двигатели Chrysler A вытеснены двигателями Chrysler LA. С 1967 года автомобили Dodge D оснащались двигателями серии big-block 383. В 1968 году радиаторная решётка была изменена.
С августа 1969 года производился также спортивный автомобиль Dude Sport Trim Package.

### Галерея

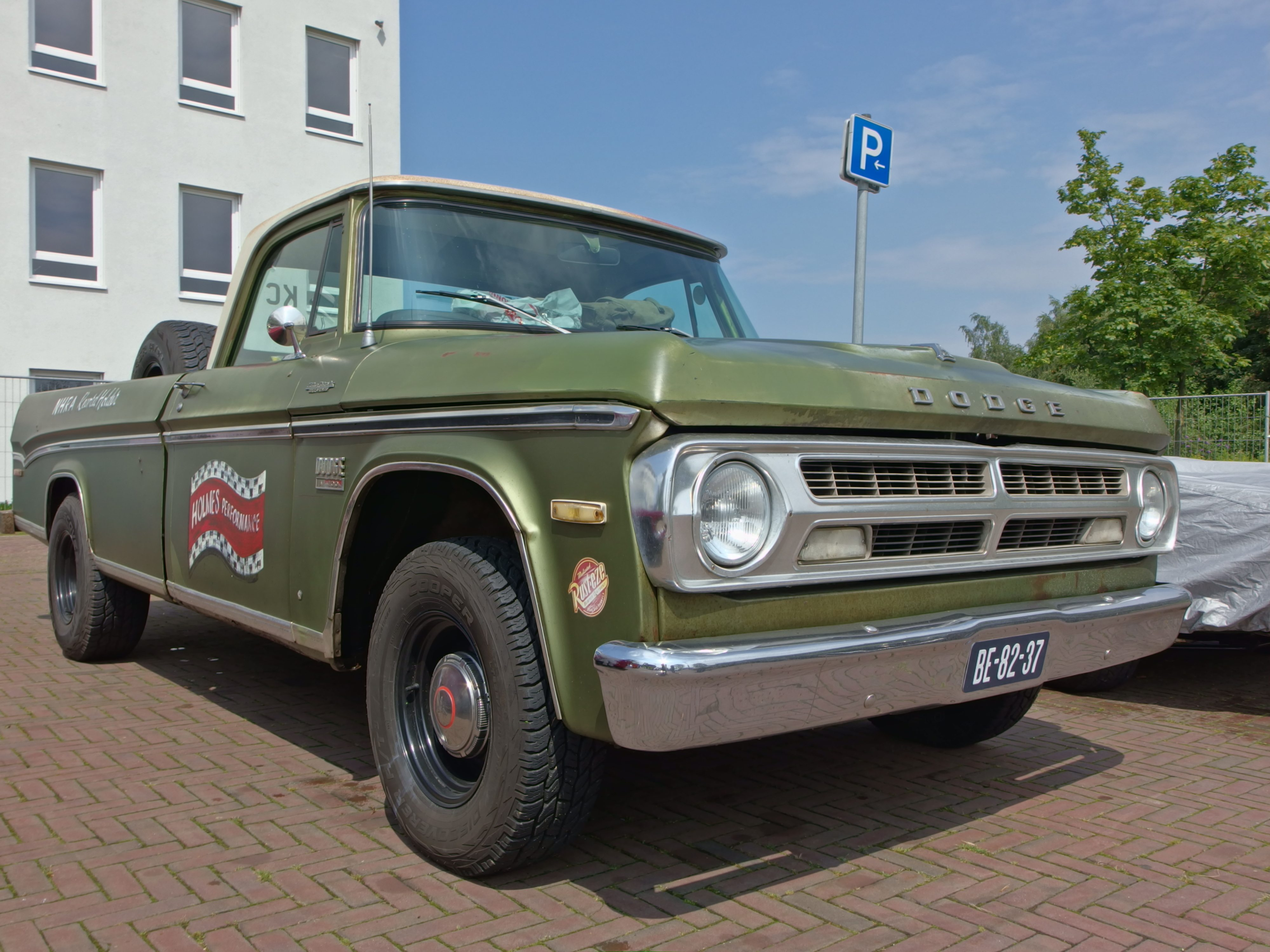
Dodge D100
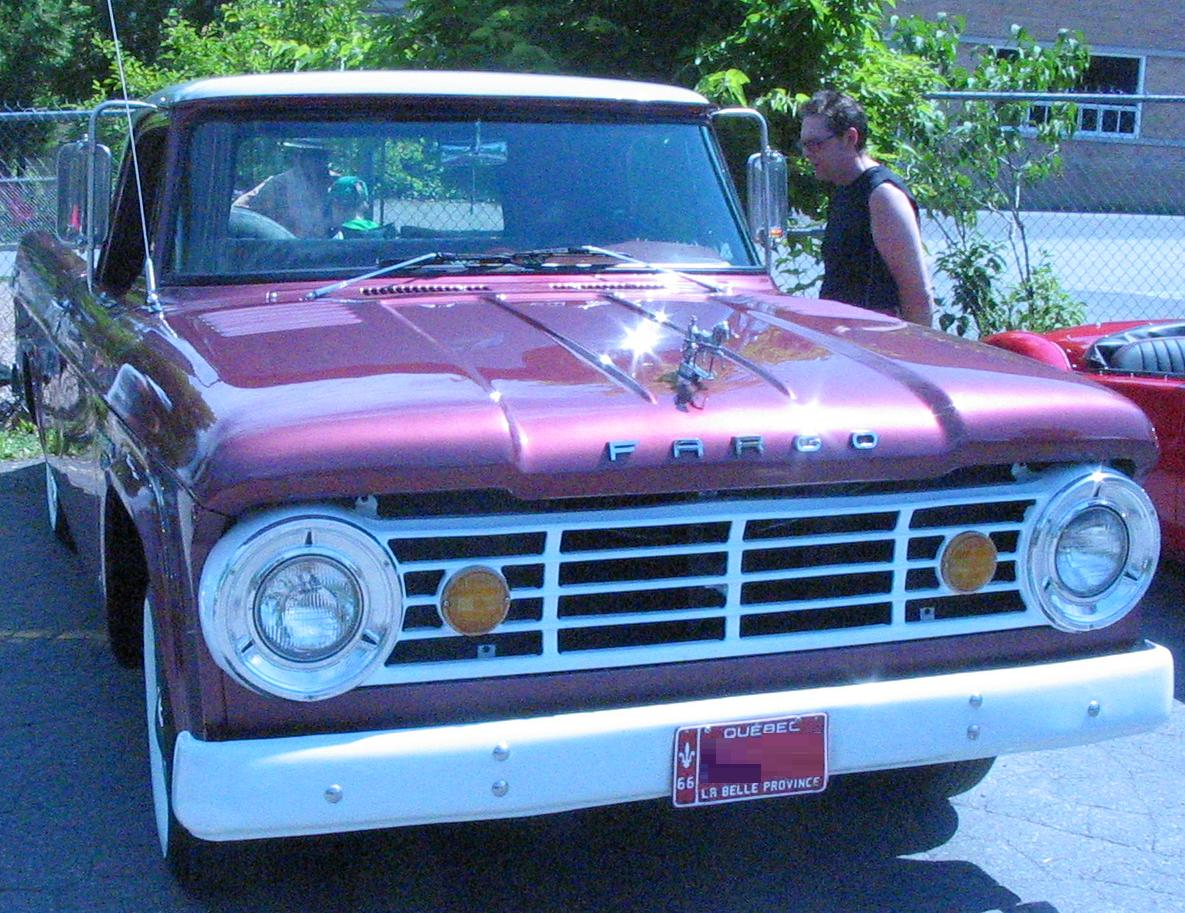
Fargo
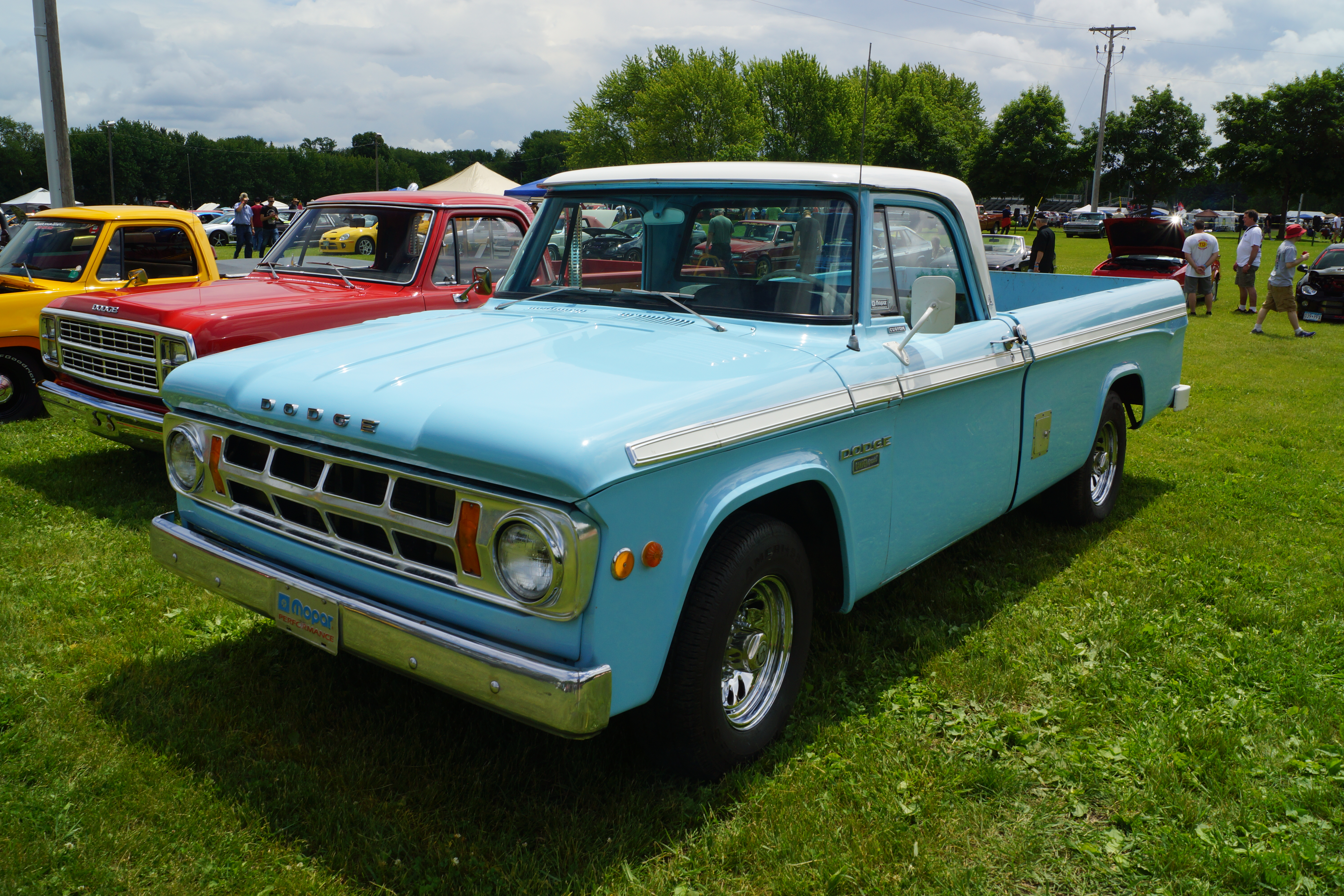
Фейслифтинг

## Третье поколение (1972—1993)
Последнее поколение автомобилей Dodge D Series производилось с 1972 по 1993 год. До 1980 года автомобили производились в Мичигане. С 1981 по 1993 год автомобили входили в семейство RAM Pickup.

### Галерея

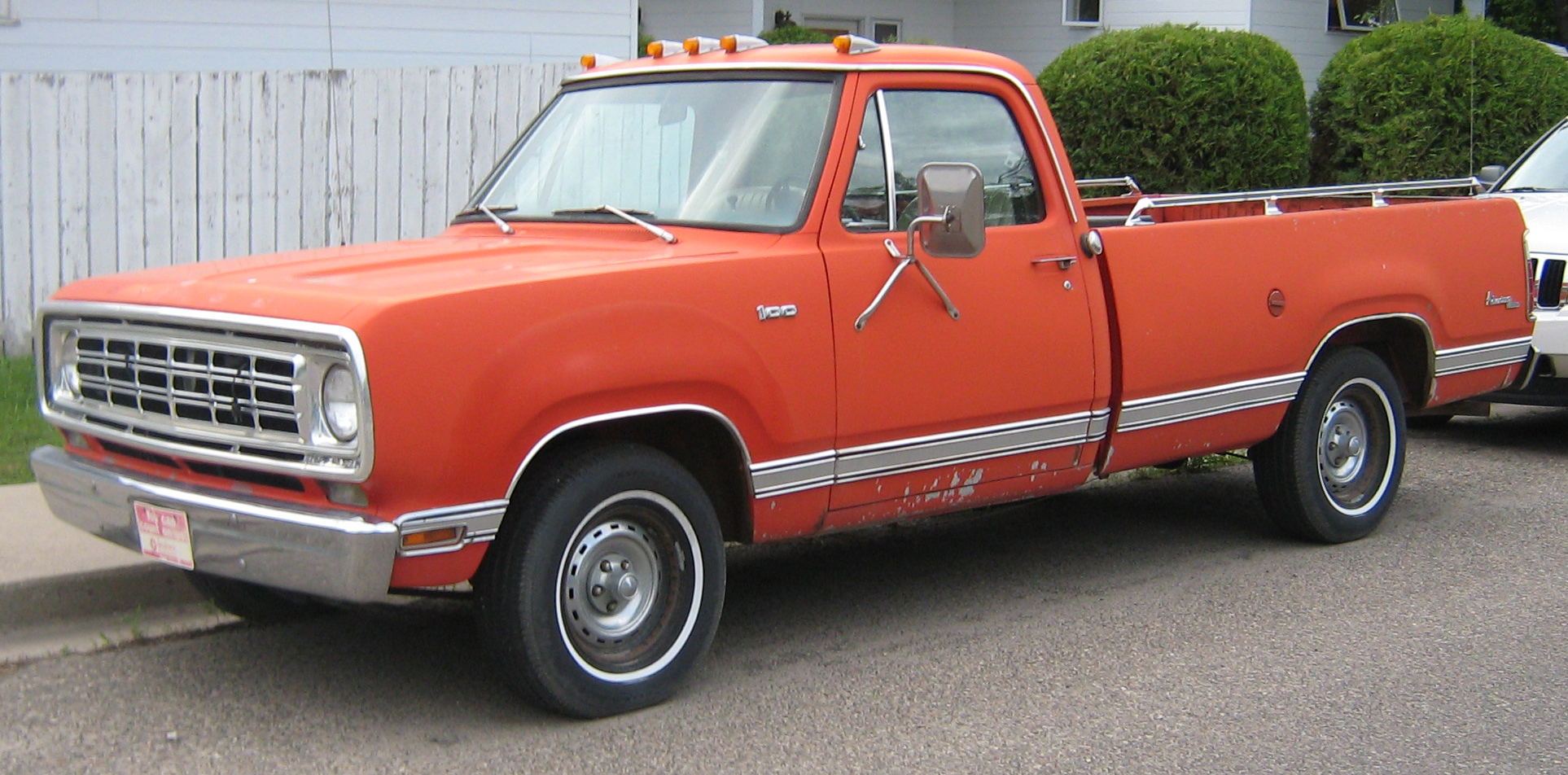
Dodge D100
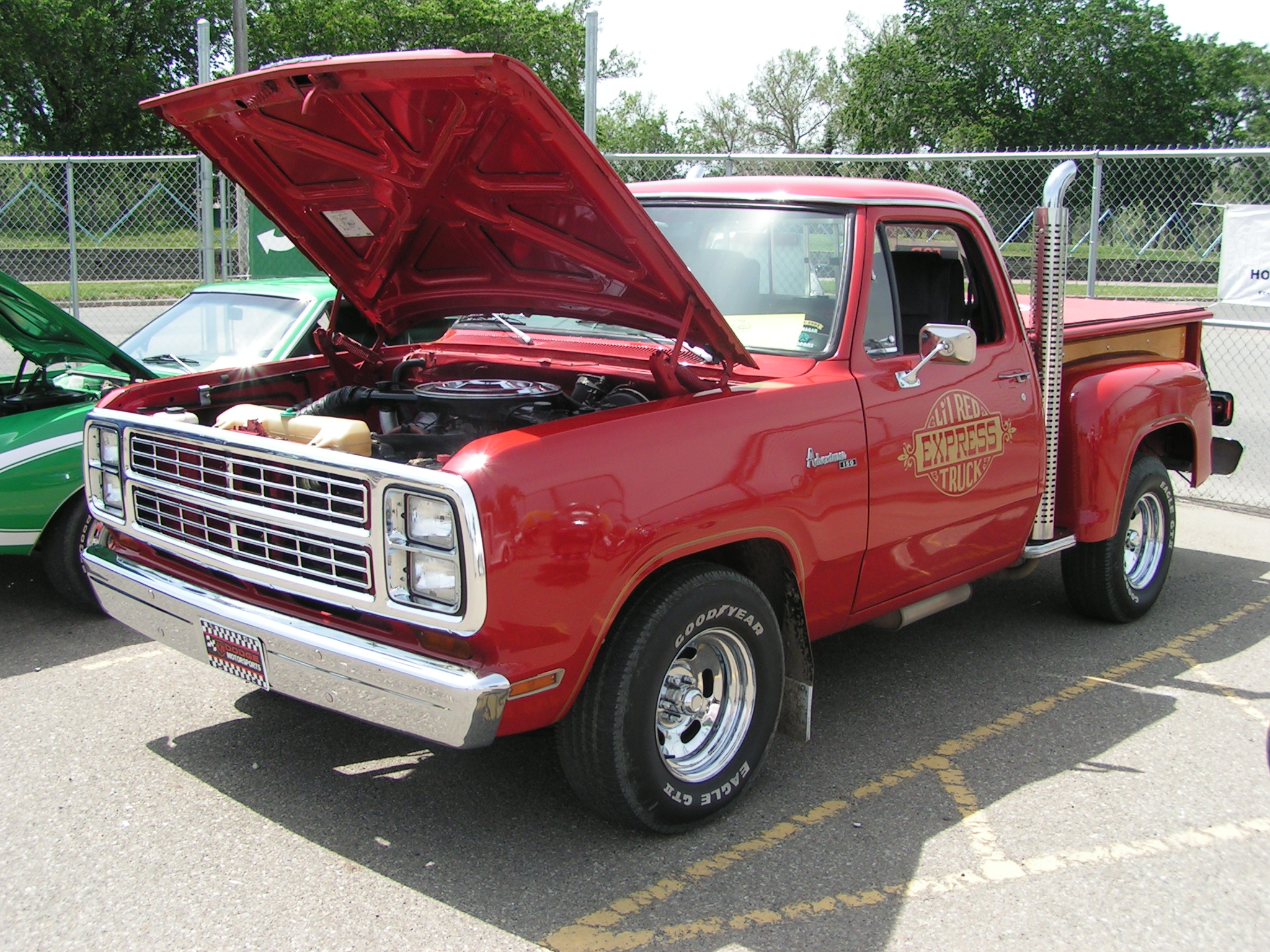
Dodge Little Red Express
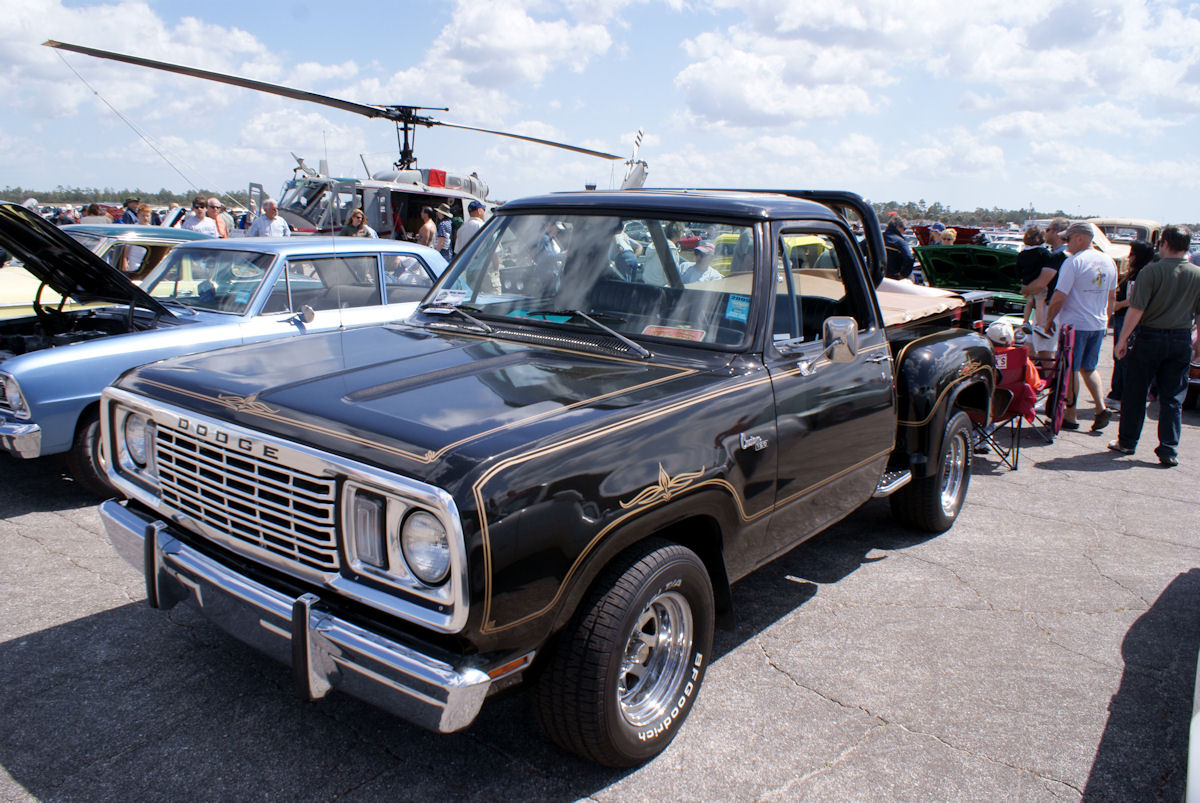
Dodge Warlock
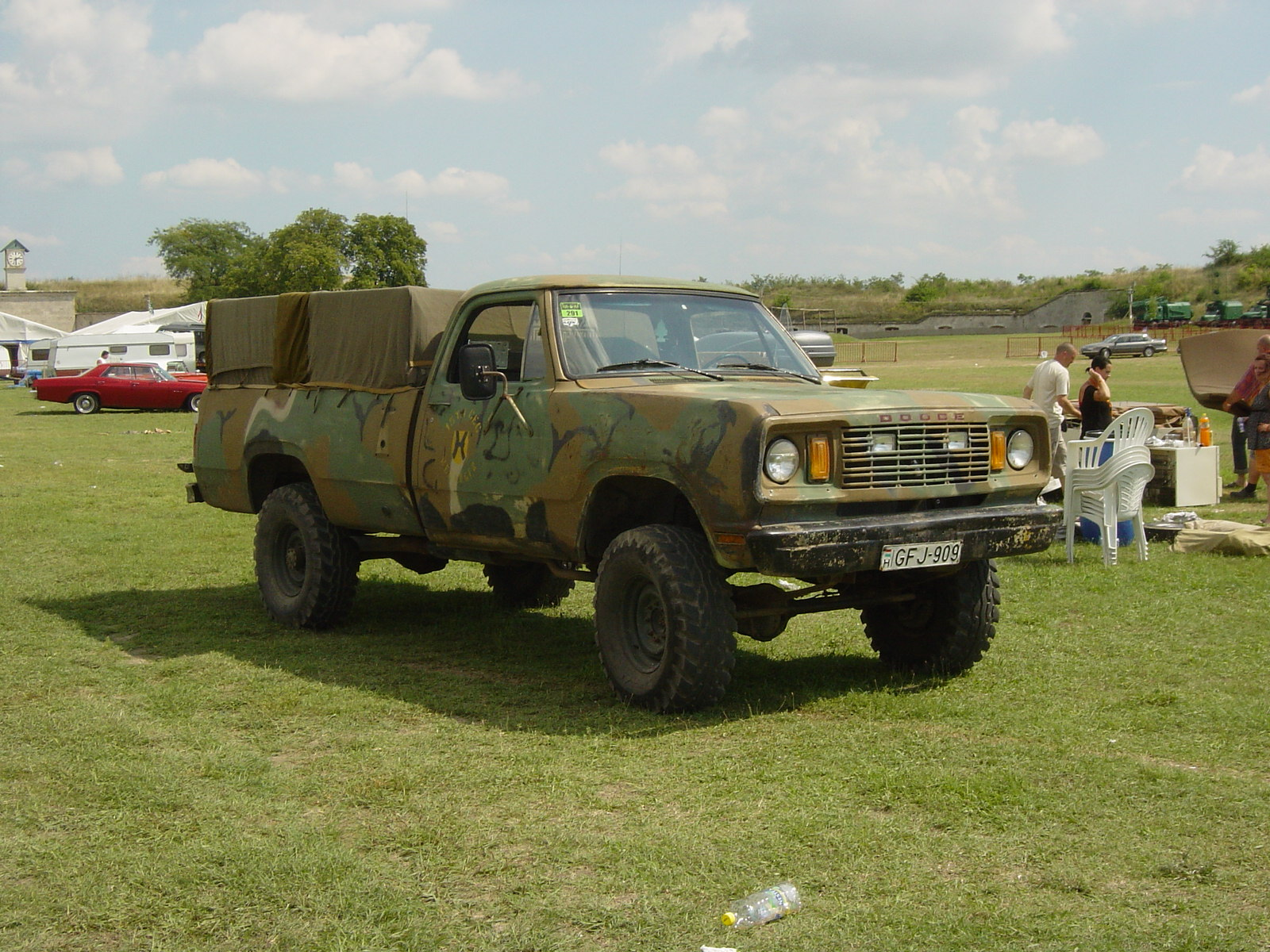
Военная модель
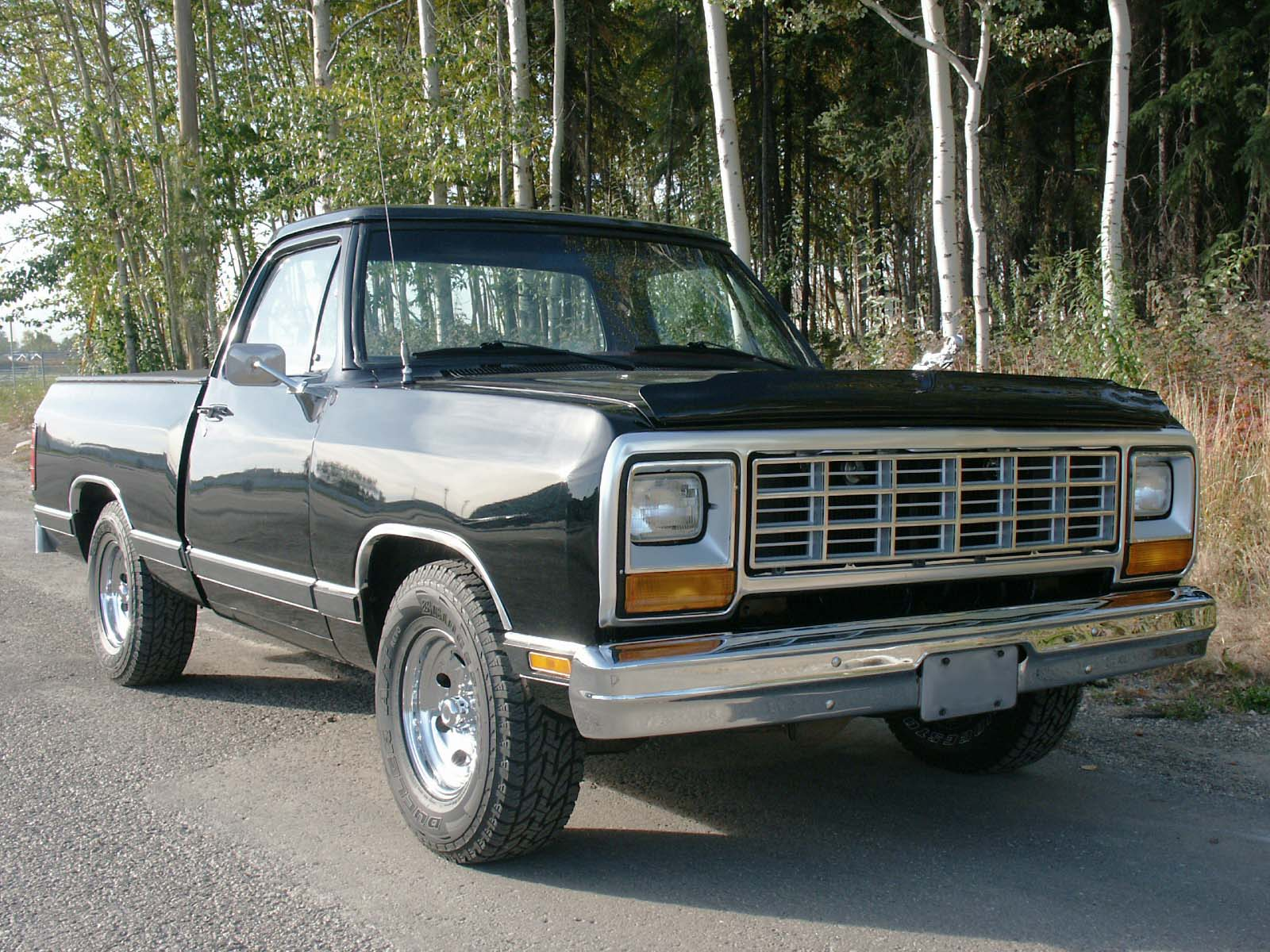
Dodge D150

## Двигатели
| 6-цилиндровые двигатели                                |                  | |                                                                                         |
| 1961—1967                                              | Chrysler RG      | - 105 л. с. (77 кВт) | 240 Н*м                                                                                 |
| 1961—1987                                              | Chrysler RG      | - 145 л. с. (107 кВт) | 292 Н*м                                                                                 |
| 1988—1993                                              | Chrysler LA V6   | - 180 л. с. (132 кВт) | 264 Н*м                                                                                 |
| V8                                                     |                  | |                                                                                         |
| 1961—1970                                              | Chrysler B V8    | 295 л. с. (217 кВт) | 390 Н*м                                                                                 |
| 1961—1979                                              | Chrysler RB V8   | - 340 л. с. (1961—1962) - 360 л. с. (1963—1971) - 255 л. с. (1972—1979)                                                                | - 480 Н*м (1961—1962) - 495 Н*м (1963—1971) - 410 Н*м (1972—1979)                       |
| 1963—1971                                              | Chrysler B V8    | 330 л. с. (243 кВт) | 620 Н*м                                                                                 |
| 1963—1966                                              | Chrysler RB V8   | - 373 л. с. (1961—1962) - 415 л. с. (1963—1966)                                                                                        | - 455 Н*м (1961—1962) - 480 Н*м (1963—1966)                                             |
| 1965—1978                                              | Chrysler RB V8   | - 375 л. с. (276 кВт) (1965—1971) - 225 л. с. (165 кВт) (1972—1978)                                                                    | - 480 Н*м (1965—1971) - 345 Н*м (1972—1978)                                             |
| 1967—1993                                              | Chrysler LA V8   | - 230 л. с. (169 кВт) (1967—1971) - 150 л. с. (110 кВт) (1972—1977) - 135 л. с. (99 кВт) (1978—1987) - 170 л. с. (125 кВт) (1988—1993) | - 340 Н*м (1967—1971) - 260 Н*м (1972—1977) - 235 Н*м (1978—1987) - 245 Н*м (1988—1993) |
| 1971—1993                                              | Chrysler LA V8   | - 170 л. с. (125 кВт) - 193 л. с. (142 кВт) (1988—1993)                                                                                | - 305 Н*м - 285 Н*м (1988—1993)                                                         |
| 1972—1979                                              | Chrysler B V8    | - 185 л. с. (136 кВт) - 205 л. с. (151 кВт) - 250 л. с. (184 кВт)                                                                      | - 305 Н*м - 310 Н*м - 410 Н*м                                                           |
| Дизельные двигатели                                    |                  | |                                                                                         |
| 1978—1979                                              | Mitsubishi LA I6 | 105 л. с. | 169 Н*м                                                                                 |
| 1989—1993                                              | Cummins B I6     | - 160 л. с. (118 кВт) | - 400 Н*м                                                                               |
| * Мощность и крутящий момент 4-цилиндровых двигателей. |                  | |                                                                                         |
| † Мощность и крутящий момент с 1971 года.              |                  | |                                                                                         |